# 屏边杜鹃
屏边杜鹃（学名：Rhododendron pingbianense）为杜鹃花科杜鹃花属下的一个种。

## 扩展阅读
- 維基物種上的相關：屏边杜鹃